# Cristina Alberó
María Cristina Alberici (Buenos Aires; 24 de mayo de 1946), más conocida por su nombre artístico Cristina Alberó, es una actriz y cantante argentina. Se hizo famosa a fines de la década de 1970 por su actuación en telenovelas, y ha trabajado en decenas de ciclos televisivos desde entonces.

## Biografía
Comenzó siendo cantante en ciclos de televisión y ganó un Festival de la Canción Internacional de Perú. Se hizo inicialmente famosa a fines de la década de 1970 por su actuación en telenovelas, y obtuvo el Premio Estrella de Mar como Actriz protagónica en comedia dramática por su trabajo en Casa Valentina.
En televisión empezó como cantante solista -con su nombre, Cristina- protagonizó el teleteatro Mini, el ángel del barrio, emitida por Canal 11. En 1971 actuó en la telenovela Una luz en la ciudad, protagonizada por Gabriela Gili. Luego, participó en otras ficciones televisivas como Amar al ladrón, Ayer fue mentira cuarteador.
En 1979 ganó popularidad al interpretar al Ángel de la Guarda del personaje interpretado por Andrea del Boca en Andrea Celeste. En 1980 protagonizó junto a Antonio Grimau la telenovela Trampa para un soñador. Ante la buena repercusión de la pareja en el público, al año siguiente la dupla reapareció en otra telenovela; Quiero gritar tu nombre, luego en 1982 protagonizó con Pablo Alarcón la telenovela Llévame contigo. Años después, volvió a protagonizar dos telenovelas: No es un juego vivir, y Me niego a perderte. 
Se destacó como comediante en las comedias de Darío Vittori durante la década de 1980, principalmente en El gordo y el flaco, donde trabajó junto a Juan Carlos Mesa y Gianni Lunadei.
En las década siguientes, participó en las telenovelas Esos que dicen amarse (1993), Abre tus ojos (2003) -novela protagonizada por Romina Yan-, Se dice amor (2006) y Valentino, el argentino (2008).
En 2010, grabó una participación en la exitosa telenovela Malparida. En 2011 forma parte de la ficción juvenil uruguaya Dance!. En 2012 - 2013 formó parte de la telenovela argentina Mi amor, mi amor.
En 2015 formó parte de la miniserie argentina Signos. En las últimas telenovelas le dio vida a varias villanas.

## Televisión
| Año       | Título                         | Personaje                            | Notas                                        |
| --------- | ------------------------------ | ------------------------------------ | -------------------------------------------- |
| 1969      | Mini, el ángel del barrio      | Minerva "Mini" Morales               | Protagonista                                 |
| 1970      | Gran teatro universal          | Inés                                 | Episodio: La loca de la casa                 |
| 1970      | Sainetes de ayer y de siempre  | Gabriela                             | Protagonista                                 |
| 1971      | Viernes de Pacheco             | Liliana                              | Episodio: Giuanín, rey de las pizzas         |
| 1971      | Musicalísimo Grand Hotel       | Josefina                             | Recurrente                                   |
| 1971      | Una luz en la ciudad           | Alejandra                            | Recurrente                                   |
| 1972      | El show de Gaby, Fofó y Miliki | Varios                               | Recurrente                                   |
| 1972      | María y Eloísa                 | Eugenia                              | Antagonista                                  |
| 1974      | Amar al ladrón                 | Valentina                            | Antagonista                                  |
| 1975      | Ayer fue mentira               | Verónica                             | Elenco secundario                            |
| 1976      | Alguna vez, algún día          | Norma                                | Elenco secundario                            |
| 1976      | Hermosos mentirosos            | Paulina                              | Elenco secundario                            |
| 1977      | El cuarteador                  | Consuelo Albarracín                  | Antagonista                                  |
| 1977      | El pícaro rebaño               | Carmen Galleguillo                   | Protagonista                                 |
| 1979      | Andrea Celeste                 | Ángel de la guarda                   | Recurrente                                   |
| 1980      | Trampa para un soñador         | Valeria Montalbán Ortiguera          | Protagonista                                 |
| 1981      | Quiero gritar tu nombre        | Paola Rubino                         | Protagonista                                 |
| 1982      | La comedia del domingo         | Dolores                              | Episodio: Mi novio no es el papá             |
| 1982      | Llévame contigo                | Silvia Lugones                       | Protagonista                                 |
| 1984      | Galas de teatro                | Soledad                              | Episodio: Casi una noche de bodas            |
| 1984      | Los exclusivos del 11          | Débora                               | Protagonista                                 |
| 1984      | Tal como somos                 | Sara Montenegro                      | Antagonista                                  |
| 1985      | No es un juego vivir           | Mariana Figueroa                     | Protagonista                                 |
| 1987      | Me niego a perderte            | Lucía Fernández                      | Protagonista                                 |
| 1989      | Las comedias de Darío Vittori  | Florencia Gargiulo                   | Episodio: Con la mujer de un amigo es verano |
| 1989      | Las comedias de Darío Vittori  | Francisca                            | Episodio: Mi querida senadora                |
| 1989      | Así son los míos               | Nélida "Nelly" Carbajal              | Antagonista                                  |
| 1991      | El gordo y el flaco            | Srta. Heidi Ilberé                   | Recurrente                                   |
| 1993      | Una gloria nacional            | Mercedes                             | Recurrente                                   |
| 1993      | Esos que dicen amarse          | María Inés "Mariné" Montero Figueroa | Elenco secundario                            |
| 1995      | La casa de la esquina          | Dolores "Lola" Enríquez              | Recurrente                                   |
| 1996      | Gino                           | Micaela                              | Recurrente                                   |
| 1997-1998 | De corazón                     | Gabriela Baigorria                   | Recurrente                                   |
| 1998      | Desesperados por el aire       | Blanca                               | Elenco secundario                            |
| 1998      | Socios y más                   | Carolina                             | Elenco secundario                            |
| 2000      | Tiempo final                   | Margarita                            | Episodio: Pito final                         |
| 2001      | Un cortado, historias de café  | María Dolores                        | Elenco secundario                            |
| 2001      | PH, propiedad horizontal       | Mabel                                | Elenco secundario                            |
| 2003      | Abre tus ojos                  | Luisa                                | Antagonista                                  |
| 2004      | Los machos de américa          | Lucrecia                             | Recurrente                                   |
| 2004      | Los pensionados                | María Valente / Victoria del Solar   | Participación                                |
| 2005      | De gira                        | Helena                               | Recurrente                                   |
| 2005-2006 | Se dice amor                   | Pilar Pueyrredón                     | Recurrente                                   |
| 2007      | La ley del amor                | Perla                                | Recurrente                                   |
| 2008      | Valentino, el argentino        | Lidia                                | Elenco especial                              |
| 2011      | Dance!, la fuerza del corazón  | Sandra                               | Elenco secundario                            |
| 2012-2013 | Mi amor, mi amor               | Rosa Carranza                        | Elenco secundario                            |
| 2014      | Cuentos de identidad           | Ángela Martín                        | Elenco secundario                            |
| 2015      | Signos                         | María del Carmen Torres              | Recurrente                                   |
| 2022      | Cielo grande                   | Rita                                 | Elenco secundario                            |

## Teatro
| Año       | Obra                                                 | Dirección                                      | Teatro                                                |
| --------- | ---------------------------------------------------- | ---------------------------------------------- | ----------------------------------------------------- |
| 1971      | El casamiento de Laucha                              | -                                              | Teatro Presidente Alvear                              |
| 1971      | Madre Coraje                                         | Alejandra Boero                                | Teatro Municipal Chacabuco                            |
| 1972      | Pan criollo                                          | Cecilio Madanes                                | -                                                     |
| 1976      | Anillos para una dama                                | Alejandra Boero                                | -                                                     |
| 1977      | El pícaro rebaño                                     | -                                              | -                                                     |
| 1980      | Trampa para un soñador (gira por los Estados Unidos) | -                                              | -                                                     |
| 1988      | Dando pasos                                          | -                                              | -                                                     |
| 1991      | El último de los amantes ardientes                   | -                                              | -                                                     |
| 1998      | Amante para dos                                      | -                                              | -                                                     |
| 1999      | Extraña pareja                                       | Claudio García Satur                           | -                                                     |
| 2001      | Mateo                                                | .                                              | -                                                     |
| 2002      | Ana Bolena                                           | -                                              | -                                                     |
| 2002      | Champagne con queso                                  | -                                              | -                                                     |
| 2005      | Tal como somos                                       | -                                              | -                                                     |
| 2005      | Acaroladas                                           | -                                              | -                                                     |
| 2007      | De profesión maternal                                |                                                | -                                                     |
| 2008      | El tenor                                             | Villanueva Cosse                               | -                                                     |
| 2009      | Flores de acero                                      | -                                              | -                                                     |
| 2010      | Illia (¿Quién va a pagar todo esto?) ("La Chunga")"  | Alberto Lecchi                                 | -                                                     |
| 2016      | La casa de Bernarda Alba (en Mar del Plata)          | José María Muscari                             | -                                                     |
| 2016      | La casa de Bernarda Alba (en Buenos Aires)           | José María Muscari                             | -                                                     |
| 2016-2018 | Casa Valentina (en Buenos Aires)                     | José María Muscari                             | -                                                     |
| 2016      | Las manos                                            | Sergio Arroyo                                  | -                                                     |
| 2018-2019 | Derechas                                             | José María Muscari                             | -                                                     |
| 2023      | La Ternura                                           | Autor Alfredo Sanzol Director: Eduardo Gondell | Teatro El Plata, Ciudad de Buenos Aires, Argentrina - |

## Cine
- 1972: Destino de un capricho
- 1972: Había una vez un circo
- 1973: ¡Quiero besarlo señor!
- 1978: Amigos para la aventura
- 1998: Un argentino en Nueva York
- 2005: Cargo de conciencia
- 2011: Los Marziano
- 2013: Back to the Siam
- 2016: 5 AM

### Radio
- 2014 y 2015: Corrientes calle de tango. La 2x4 radio CABA.
- 2016 - 2020: Por amor al arte. Radio cultura.

## Discografía
- 1968: "Ángel de la mañana" (Simple) - ODEON POPS
- 1968: "Cristina" - ODEON POPS PERÚ

## Vida pública
Causó sensación por su producción en la edición argentina de la revista Playboy en la década de 1990, donde se desnudó por primera vez. Ese número de Playboy fue el que más ejemplares vendió desde la aparición de la revista en Argentina, editada entonces por Editorial Perfil.